# City Hunter Special: La rosa nera
City Hunter Special: La rosa nera (シティーハンタースペシャル グッドバイ・マイ・スイート・ハート?, Shita hantā supesharu guddobai Mai suīto hāto City Hunter: Goodbye my Sweetheart) è uno special TV, tratto dalla serie televisiva City Hunter. lo speciale è stato trasmesso in Giappone il 25 aprile 1997 su Yomiuri TV, mentre è stato pubblicato in Italia in VHS e DVD dalla Yamato Video, e trasmesso su MTV Italia nel 2004 e su Italia 2 il 14 ottobre 2020, per la prima volta in versione rimasterizzata.
Il doppiaggio italiano ha previsto la partecipazione straordinaria della pornoattrice transessuale Maurizia Paradiso, che interpreta Erika.

## Trama
Amy, una popolare ballerina, incarica Ryo e Kaori di trovare suo fratello, un ragazzo prodigio scappato di casa quando lei era una bambina. Il fratello, in realtà, è diventato negli anni un pericoloso terrorista internazionale con il soprannome di Professor, ed è di recente tornato in Giappone per organizzare il suo attentato più catastrofico.
Il piano, portato avanti con la collaborazione di due pericolosi evasi, prevede di disseminare di autobombe il quartiere di Shinjuku (dove abitano anche Ryo e Kaori), piazzando quella principale a bordo del nuovo treno della linea Yamanote; se il treno compie due giri completi della linea, scende sotto i 60 km/h, o se chi è al posto di guida si alza, la bomba esploderà, facendo esplodere anche tutte le altre cariche piazzate nel quartiere.
E alla guida del treno, come madrina dell'inaugurazione, c'è proprio Amy, con Kaori a farle da guardia del corpo! La reazione della polizia di Tokyo è inutile, e Saeko avverte Ryo che dovrà risolvere la faccenda con l'assistenza di Umibozu e Miki; dopodiché lo sweeper e il terrorista si battono in duello, e il primo ha la meglio; Professor fa le sue congratulazioni ad Amy, a cui inviava mazzi di rose nere ogni volta che la sorella riscuoteva successi, e muore. A Shinjuku, gli abitanti escono poco alla volta dopo la scadenza consci che Ryo ha avuto successo, e viene organizzata una festa pubblica per lui; sennonché, Ryo vede il prefetto Nogami (il padre di Saeko e Reika) prendere una cassetta porno da un vecchio (che poi è lo stesso fornitore di Ryo!) e lo segue; i due fanno per guardarsi il video come maniaci sessuali ma il nastro viene interrotto e compaiono le tre figlie del prefetto (Saeko, Reika e l'adolescente Yuka) a rovinargli la festa.

## Colonna sonora
Sigla di apertura
- Ride on the Night cantata da HUMMING BIRD

Sigla di chiusura
- GET WILD - City Hunter Special '97 cantata da Naho

## Accoglienza
Lo special TV è stato elogiato per la qualità del suo doppiaggio in inglese, ma criticato per aver cambiato i nomi dei personaggi.